# Ambassade van Indonesië in Nederland
De Ambassade van de Republiek Indonesië in Den Haag (Indonesisch: Kedutaan Besar Republik Indonesia di Den Haag) is de diplomatieke missie van de Republiek Indonesië in Nederland. De ambassade is gevestigd in het stadsdeel Scheveningen in Den Haag en wordt geleid door ambassadeur Mayerfas die op 14 september 2020 door president Joko Widodo is aangesteld. 

## Geschiedenis
Indonesië vestigde als republiek diplomatieke betrekkingen met Nederland na de Nederlands-Indonesische rondetafelconferentie waar Nederland de soevereiniteit van Indonesië formeel erkende. De eerste ambassadeur was Mohammad Roem, die in 1950 aantrad. 

## Fotogalerij

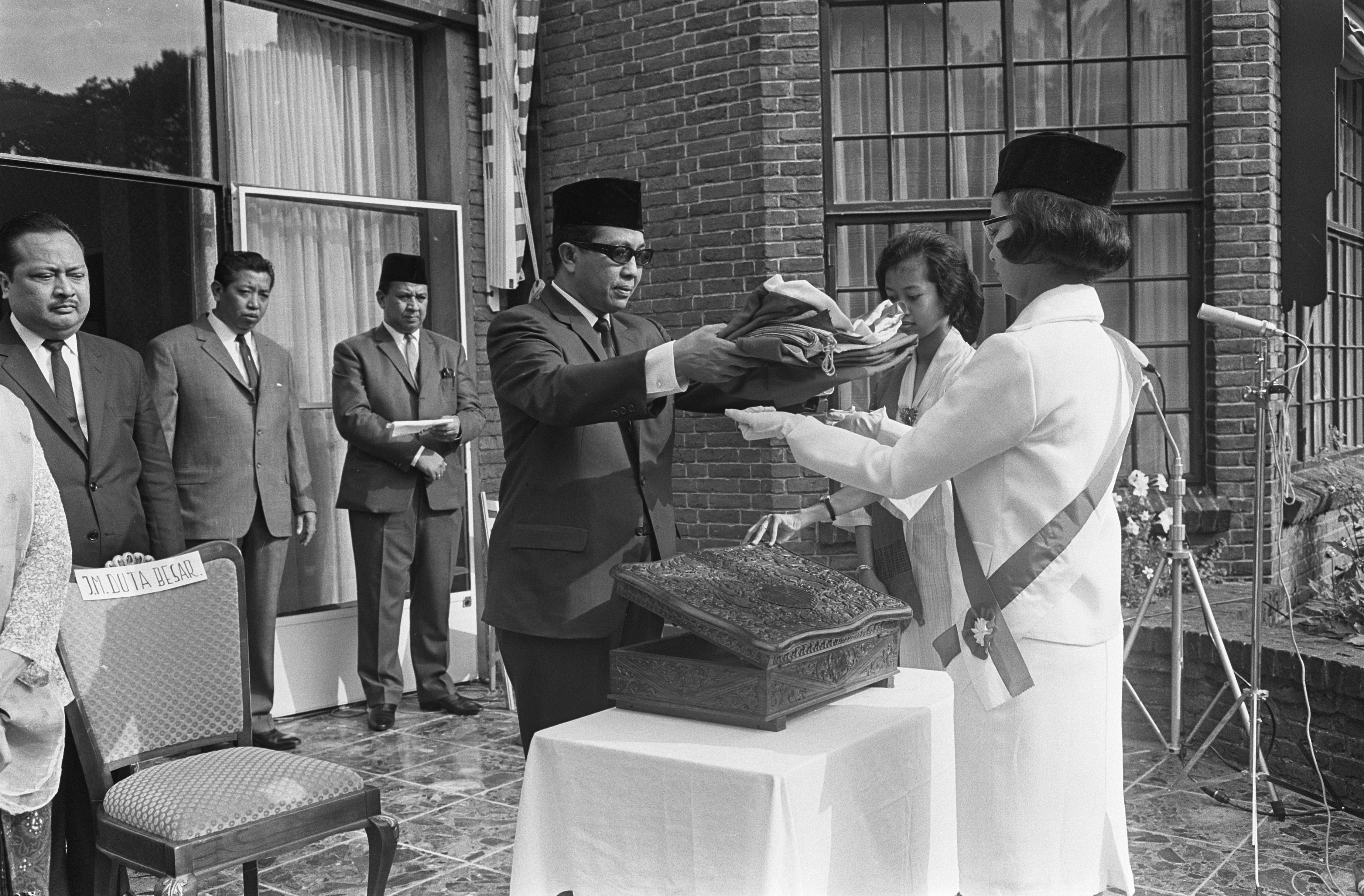
Ambassadeur Tjondronegoro overhandigt Indonesische vlag tijdens herdenking Onafhankelijkheidsdag op ambassade, 17 augustus 1965 (Nationaal Archief)
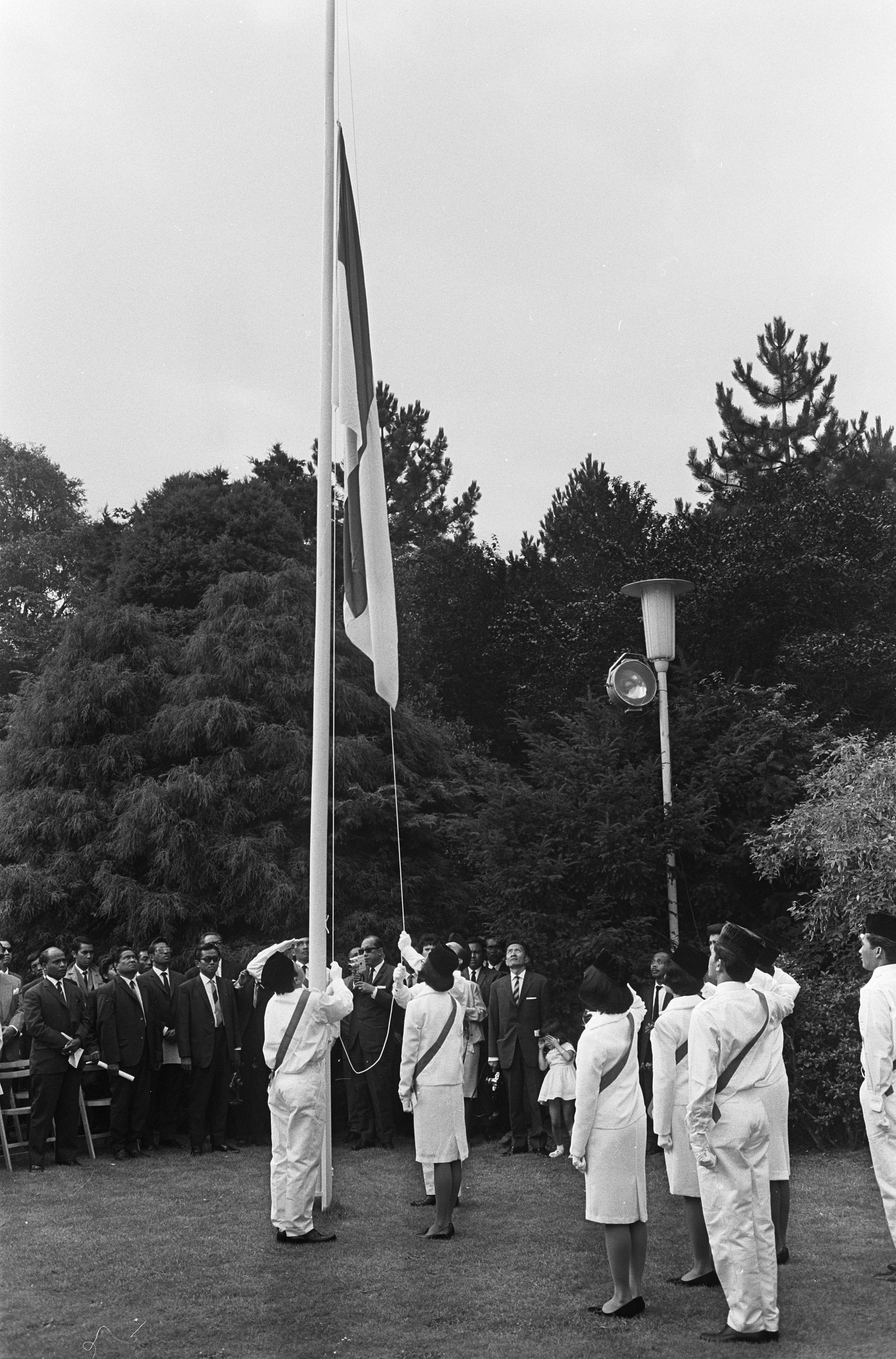
Het hijsen van de Indonesische vlag op Onafhankelijkheidsdag, 17 augustus 1965 (Nationaal Archief)
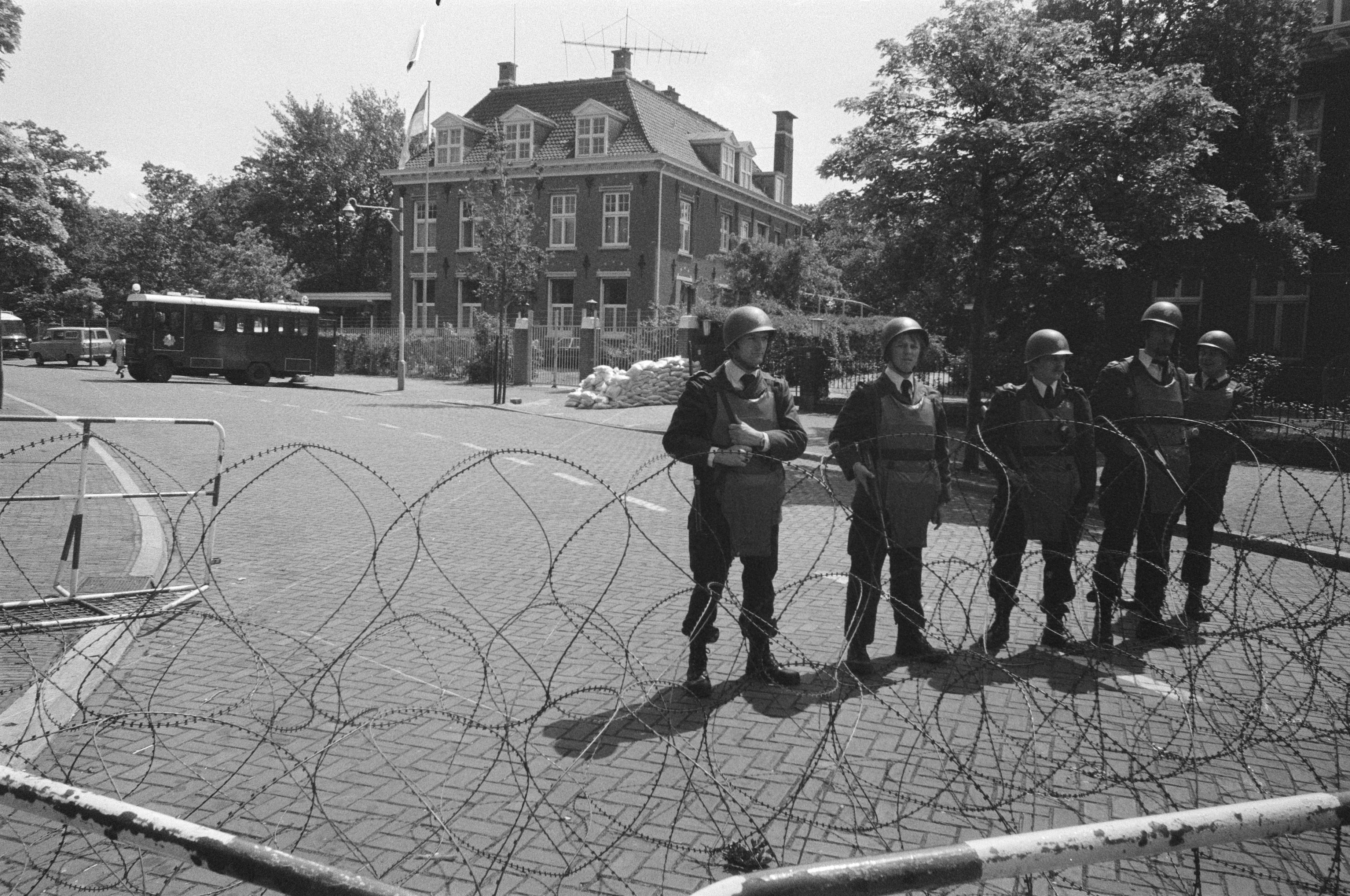
Bewakers bij de Indonesische ambassade in Den Haag, 8 juni 1977 (Nationaal Archief)
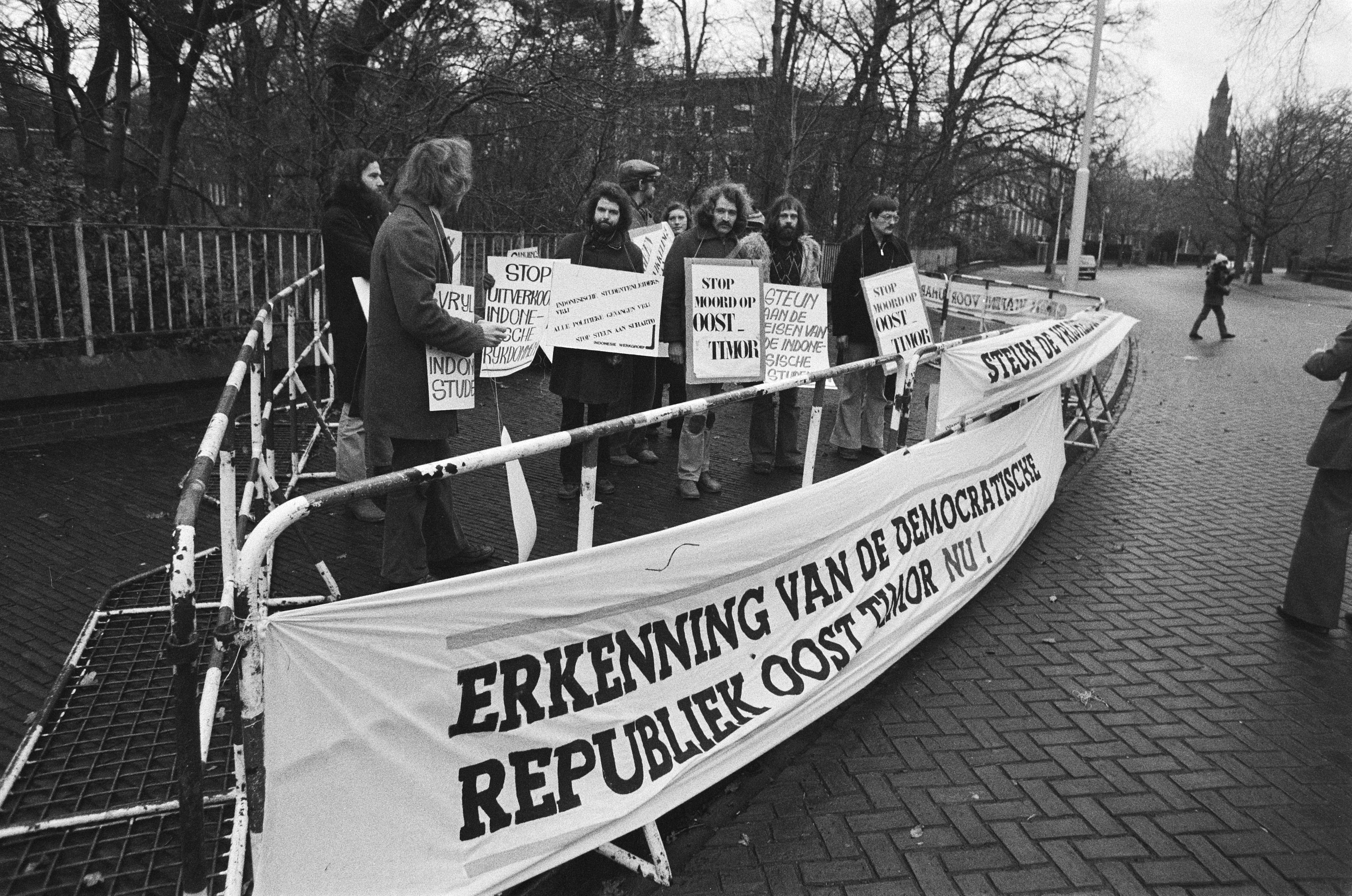
Indonesië comité demonstreert voor Indonesische ambassade in Den Haag, 28 januari 1978 (Nationaal Archief)